# Marco Popílio Lenas (cônsul em 139 a.C.)
Marco Popílio Lenas (em latim: Marcus Popillius Laenas) foi um político da gente Popília da República Romana eleito cônsul em 139 a.C. com Cneu Calpúrnio Pisão. Era filho de Marco Popílio Lenas, cônsul em 173 a.C..

## Carreira
Os primeiros anos de sua carreira política são relativamente desconhecidos, mas sabe-se que Lenas participou de uma delegação enviada à Ligúria depois de um pedido dos habitantes de Massília. Em 146 a.C., participou de uma outra embaixada, desta vez enviada até Corinto, cidade que foi logo depois destruída por Cneu Lúcio Múmio. Finalmente, foi eleito cônsul em 139 a.C. com Cneu Calpúrnio Pisão.
Sua província consular foi a Hispânia Citerior e ordenou a rendição da cidade de Numância. Os numantinos, contrariados, enviaram uma delegação até Roma exigindo o cumprimento do tratado ratificado pelo cônsul Quinto Pompeu Aulo. O Senado decidiu continuar a guerra e Lenas iniciou um cerco à cidade, porém foi derrotado, sofrendo consideráveis perdas.
Logo depois, Lenas reforçou o exército do procônsul Quinto Servílio Cepião, governador da Lusitânia. Em 137 a.C., foi substituído por Caio Hostílio Mancino.